# 白鹿原 (小说)
《白鹿原》为陈忠实所著小说，于1992年在《当代》杂志开始连载，1993年6月由人民文学出版社出版。描写西安东郊白鹿原上「白鹿村」的白姓和鹿姓人家50年的恩怨纠葛，是一部现实主义色彩的小說，被改编成同名电影、话剧、舞剧、秦腔等多种艺术形式。1997年荣获第四届茅盾文学奖。
2012年《白鹿原》被翻譯成法文，首月销量约3000本。

## 故事
小说讲述了从清末到解放战争的半个多世纪时间内发生在陕西白鹿原的一系列故事。
白鹿村族长白嘉轩连娶六个妻子，六个妻子却接连暴亡。白嘉轩在白鹿镇中医冷先生的建议之下去找风水先生禳治灾祸。在寻找风水先生的路上于鹿子霖的地里发现一颗像白鹿的草药，白嘉轩遂视这块地为风水宝地，后来他设计将此地买了过来，并将父亲的墓地移到此处。迁坟之后白家药铺掌柜吴长贵将五女儿仙草许配给白嘉轩，并送给白嘉轩一包罂粟种子。白嘉轩靠种植罂粟发家引发了白鹿原种植罂粟的热潮。后来县令指示白嘉轩的姐夫朱先生前往白鹿原禁烟，使得罂粟热潮有所消退。但是罂粟在白鹿原并没有被禁绝。仙草为白嘉轩生下了两个儿子，乳名分别是马驹和骡驹。
白嘉轩与鹿子霖因为一块地大打出手，双方互不相让，并打算去县府投诉。但是二人在冷先生与朱先生的劝解之下重归于好。县令听说后将一块“仁义白鹿村”的石碑送到了白鹿村。
白嘉轩、鹿子霖集合全族之力翻修祠堂，并将祠堂西边三间厦屋作为学堂，在姐夫朱先生的介绍下，请来徐秀才执教。学生有白嘉轩之子马驹（学名白孝文）、骡驹（学名白孝武）；鹿子霖之子鹿兆鹏、鹿兆海以及村里的其他孩子。在白嘉轩的劝导与资助下，白家长工鹿三的儿子黑娃（学名鹿兆谦）也去了学堂念书。后来白鹿两家之子均去了朱先生的白鹿书院，黑娃因为不想念书而离开了学堂回家务农。
仙草在几年间又为白嘉轩生下三男二女，除了一男一女之外全部夭折。男孩乳名牛犊（学名白孝义） ，女孩起名为白灵。冷先生去西安城出诊一去不回，十二天后才回到原上。原来西安城中发生革命，冷先生被困在城中十余天。此时原上又出现了专吸家畜血的“白狼”，白嘉轩带领族人修补护村土墙，成功击退了“白狼”。白嘉轩在向朱先生询问有关“白狼”的事情时又向朱先生证实了朱先生一人劝退二十万清军的传闻。白嘉轩对清廷的覆灭感到不知所措，朱先生为白嘉轩制定了一个《乡约》，以约束乡人。
鹿子霖出任第一保障所乡约，并将两个儿子送到城里的新式学堂读书。新县长的赋税制度引发乡人不满，白嘉轩策划乡人进行了“交农”运动，导致县长下台。“交农”运动后白鹿两家出现裂痕，冷先生为了调停两家而将两个女儿分别嫁给鹿子霖的大儿子鹿兆鹏和白嘉轩的二儿子白孝武。白嘉轩的女儿白灵要求进城读书，在白嘉轩拒绝之后白灵离家出走，独自前往城里读书。
黑娃去渭北郭举人家当长工，因为同郭举人的小老婆田小娥私通而被逐出郭家。后来黑娃寻至田家娶了被赶回娘家的田小娥为妻并带白鹿村，被其父鹿三赶出家门，蜇居于村外的破窑洞里。
朱先生的书院因为生源流失而关门，白孝文、白孝武回家务农。白孝文在父亲主持之下成亲，成亲之后却贪于女色。鹿兆鹏不愿成亲，被鹿子霖三个耳光扇入洞房。军阀部队镇嵩军开到白鹿村，为围攻西安的主力部队收集粮草，并当众表演“射鸡”对村民进行威胁。鹿兆鹏伙同黑娃火烧了镇嵩军储存粮草的白鹿仓。镇嵩军围攻西安八个月未果，为国民革命军击败，白鹿原的镇嵩军也随之撤退。白嘉轩进城寻找女儿白灵，却发现白灵正与鹿子霖的二儿子鹿兆海交往。
黑娃在鹿兆鹏的鼓动下参加了农讲所，回原后组织革命三十六弟兄掀起一场旷世未闻的风搅雪，成立了农协，将欺男霸女的老和尚、碗客处死，将白鹿村的“仁义白鹿村”石碑砸碎，将贪污的总乡约田福贤押送到县城。国共分裂后，鹿兆鹏与黑娃先后逃跑，田福贤回到白鹿原之后对革命三十六弟兄进行了报复。黑娃逃跑后参加了国民革命军，后来参加了暴动。暴动失败后黑娃落草为寇，并就任山寨二拇指。鹿子霖欺骗田小娥能为黑娃求情使得田小娥与之私通，二人的奸情被白狗蛋发现。白狗蛋要求田小娥与之发生关系，却反被鹿子霖陷害，导致田小娥与白狗蛋被族规责罚。鹿子霖为打压白嘉轩，唆使田小娥勾引白孝文，又设计使白嘉轩知晓此事，白嘉轩将白孝文按族规惩罚之后又废除了白孝文族长继承人的位置。为了报复鹿子霖对革命三十六兄弟的迫害以及白嘉轩对田小娥的惩罚，黑娃在忙罢会当日对白鹿两家进行了打劫。鹿子霖的父亲鹿泰恒被杀，白嘉轩的腰被打断。
白鹿原发生年馑，白孝文和田小娥由于吸食鸦片，将分家所得土地和门房低价卖给鹿子霖，并致使发妻大姐儿饿死。鹿兆鹏在原上被捕，岳父冷先生用多年积蓄将其救出。白孝文沦为乞丐后在鹿子霖推荐下参加了滋水县保安大队，成功翻身。鹿三在干活时看到了乞讨的白孝文而认为儿媳田小娥害人太多，于是在遇到白孝文的当天夜里将田小娥杀死。
黑娃回白鹿村寻仇未果，回山寨后大拇指郑芒向黑娃坦然告知自己的身世，即为领着众人“交农”的和尚。由于姜政委的坚持，鹿兆鹏未能阻止红三十六军攻打西安，而后由于姜政委的叛变导致红三十六军被嫡系国军歼灭，鹿兆鹏负伤后被大拇指擒获并在山寨养好伤。大饥馑结束后，朱先生继续县志编纂工作。白灵因为党派问题与鹿兆海决裂，而与鹿兆鹏日益亲近。白灵在鹿兆鹏介绍下宣誓加入共产党。作为掩护和鹿兆鹏做假夫妻，在鹿兆鹏用毒药暗杀了叛徒姜政委之后二人正式成为夫妻。
白鹿原陷入大瘟疫，鹿三妻子和仙草等人染病身亡，鹿三被田小娥附身，导致鹿三发狂。白孝武领族人造塔祛鬼镇邪，并在瘟疫过后，敬填族谱。鹿子霖被岳维山要求找鹿兆鹏，鹿兆海携冉团长“耍治”了岳维山和田福贤。白嘉轩三儿子孝义完婚。白孝文回乡祭祖，白灵用砖砸中华民国政府教育部陶部长，导致身份暴露，被鹿兆海护送出城，在去往南梁途中产子鹿鸣。白灵到达南梁之后不久便在毕政委主导的南梁大肃反中被活埋。
鹿兆海战死，朱先生愤而发表抗日宣言，决定投笔从戎。但是发现鹿兆海是在国共内战中战死之后便心灰意冷。大拇指郑芒被下毒身亡，黑娃归附保安团，拜朱先生为师并回乡认祖归宗。黑娃认祖归宗后不久鹿三便病死了。日本战败后国民政府为了剿灭共产党而大力征丁征粮导致民不聊生。朱先生县志编纂完毕，在向总编者分发县志之后便安然而逝。鹿兆鹏在西安解放之后便前往县城劝说黑娃起义，黑娃在鹿兆鹏劝说后率领保安团反戈，但是功劳被白孝文窃取。县城解放后鹿兆鹏便不知所终。黑娃被白孝文陷害，被当众枪毙。白嘉轩劝说白孝文释放黑娃未果，在枪毙黑娃当天得了“气血蒙目”的病，导致左眼失明。鹿子霖在枪毙黑娃时被拉到台上陪斗，被吓得精神失常，于一个寒冬夜死去。

## 主要人物
白家
- 白嘉轩：书中主人翁，白鹿两族的族长
- 白秉德：白嘉轩之父，前族长
- 白赵氏：白嘉轩之母
- 吴仙草：白嘉轩之妻，吴长贵五女儿
- 白孝文：白嘉轩长子，小名马驹
- 白孝武：白嘉轩次子，小名骡驹
- 白孝义：白嘉轩三子，小名牛犊
- 白 灵：白嘉轩女，小名灵灵

鹿三家
- 鹿 三：白嘉轩家长工
- 鹿惠氏：鹿三之妻
- 黑 娃：鹿三长子，学名鹿兆谦
- 兔 娃：鹿三次子
- 田小娥：黑娃之妻

鹿子霖家
- 鹿子霖：乡约
- 鹿泰恒：鹿子霖之父
- 鹿贺氏：鹿子霖之妻
- 鹿兆鹏：鹿子霖长子
- 鹿兆海：鹿子霖次子

朱家
- 朱先生：白嘉轩姐夫，教书先生、学者
- 朱白氏：白嘉轩大姐，朱先生之妻
- 朱怀仁：朱先生长子
- 朱怀义：朱先生次子

## 次要人物
- 冷先生：白鹿镇医生
- 郭举人：渭北平原财主
- 白嘉道：村人
- 郑芒：三官庙和尚、天才木匠、土匪大拇指
- 吴长贵：白嘉轩岳父
- 岳维山：國民黨滋水县黨部书记
- 田福贤：白鹿仓总乡约
- 白兴儿：白鹿村配种场主

## 评价及影响

### 正面评价
- 文学评论家白烨：“《白鹿原》本身就是几乎总括了新时期中国文学全部思考、全部收获的史诗性作品。”

- 中国文化与文学研究所所长孟繁华：“读完这部‘雄奇史诗’之后，获得的第一印象就是做了一次伪‘历史之旅’，左边的‘正剧’随处都在演戏，右边的‘秘史’布满了消费性的奇观，这些戏剧与奇观你可看可不看，随心所欲，在久远的‘隐秘岁月’里你意外地获得了消闲之感，早有戒备的庄重与沉重可以得到消除，因为你完全可以不必认真对待这一切。”

- 当代作家雷达：“我从未象读《白鹿原》这样强烈地体验到，静与动、稳与乱、空间与时间这些截然对立的因素被浑然地扭结在一起所形成的巨大而奇异的魅力。”

- 散文家游宇明：“《白鹿原》正是‘土洋结合家野合壁’的产物，它有传统现实主义的技巧，有黑色幽默的，特别引人注目的是它对拉丁美洲魔幻现实主义的大胆借鉴。”

- 学者郑万鹏：“《白鹿原》在深层意义上重构了民族精神。它继《四世同堂》给民族主义以最高褒扬。《白鹿原》问世使民族文学在更高意义上崛起。”

- 访问学者梅惠骰:“《白鹿原》在深层意义上肯定了民族精神,把古朴和谐的有识乡绅主导的传统社会的美好之处展现在读者眼前。著者在"中条山之战"的表述方面,巧妙地埋了伏笔,既避免了触犯政治禁区,又让知道这段真实历史的读者感到著者良苦用心,为腹背受敌而牺牲的抗日将士献了花圈。"

### 负面评价
- 暨南大学教授宋剑华：“《白鹿原》是一部缺乏创新精神的平庸之作，它之所以能够在体制内获得国家所颁发的最高奖项，恰恰反映出了20世纪中国文学走向沉沦的衰败之相。用叔本华评价‘庸作’的尺度来说，就是‘牵强附会、极不自然、谬误百出，字里行间永远渗透着一种夸张造作的气息’。”

- 中山大学教授李慧云：“作者过于深情地描绘了封建帝制覆亡前后小农田园经济的这一抹夕阳余晖、古老村族的最后的宁静，这实质上是一种乌托邦式的理想。”

- 朱伟：“一大堆材料艰苦拼接而成的那么一个‘对一个历史时期社会风貌全面反映’的史诗框架，这个框架装满了人物和故事，但并没有用鲜血打上的印记，在我看来，它是空洞的一个躯壳。”

- 傅迪：“一部反映中华民族近现代史的文学作品，从中只看到传统的宗法文化的作用，却几乎看不到五四运动以来新文化的影响，这不能认为是真正意义上的真实。”

## 改編作品
- 白鹿原 (电影)
- 白鹿原 (电视剧)